# Antrophyum petiolatum
Antrophyum petiolatum là một loài dương xỉ trong họ Pteridaceae. Loài này được Baker mô tả khoa học đầu tiên năm 1906.